# 張雁名
張雁名（1982年10月29日—），伊林娛樂旗下模特兒、台灣男演員。

## 生平
- 2008年在偶像劇《籃球火》中飾演杜飛一角，演出亮眼，開始走紅。
- 2009年年底開始接棒《三立都會台》的《冒險王》代理主持。
- 2011年5月29日因拍攝民視軍教片《新兵日記之特戰英雄》進行垂降訓練時發生意外，不慎從七樓高的地方墜落，送醫後發現腰椎有壓迫性傷害，預計3個月才能完全康復。[1]

## 電視劇

### 電視影集
| 年度   | 頻道             | 劇名                    | 飾演          |
| ------ | ---------------- | ----------------------- | ------------- |
| 2006年 | 中視             | 國光異校                | 山風          |
| 2007年 | 華視             | 換換愛                  | 阿ken         |
| 2008年 | 中視             | 籃球火                  | 杜飛          |
| 2008年 | 大愛電視台       | 真情伴星月              | 鄭傑          |
| 2009年 | 客家電視台       | 月滿水沙漣              | 林嘉祐        |
| 2010年 |                  | 安與安尋之美麗千尋      | 高品威        |
| 2011年 | 民視             | 新兵日記之特戰英雄      | 湯凱宇        |
| 2011年 | 三立都會台       | 勇士們                  | 杜為忠        |
| 2011年 | 大愛電視台       | 家的故事系列-祖孫情     | 簡銘傑        |
| 2011年 |                  | 一芯一意愛上你          | 南方          |
| 2012年 | 台視             | 女人花                  | 高翔(高羽)    |
| 2012年 | 大愛電視台       | 人間渡系列-阿爸的願望   | 李彝邦        |
| 2012年 | 大愛電視台       | 真心英雄系列-生命的樂章 | 楊勝安        |
| 2012年 | 台視             | 東門四少                | 朱少之        |
| 2013年 | 民視             | 廉政英雄                | 宋繼綱        |
| 2014年 | 大愛電視台       | 情牽萬里                | 鄒凱文        |
| 2015年 | 三立都會台       | 莫非，這就是愛情        | 王西門        |
| 2015年 | 衛視中文台       | 我的鬼基友              | 向健豪        |
| 2015年 | 八大電視台       | 明若曉溪                | 會長          |
| 2016年 | 緯來綜合台       | 来自未来的史密特        | 富二代        |
| 2016年 | 三立都會台       | 飛魚高校生              | 林可樂        |
| 2016年 | LINE TV          | 迷徒Chloe               | 方哥          |
| 2017年 | 台視、三立都會台 | 我的愛情不平凡          | 江聖希        |
| 2017年 | 台視、三立都會台 | 噗通噗通我愛你          | Marco         |
| 2018年 | 三立台灣台       | 金家好媳婦              | 張先生 (客串) |
| 2018年 | 越南             | 閨蜜的心事              | 葉君墨        |
| 2018年 | KKTV             | 美男魚澡堂              | 丁大東        |
| 2018年 | TVBS歡樂台       | 女兵日記                | 孫泓江        |
| 2018年 | 民視             | 實習醫師鬥格            | 林北唐        |
| 2018年 | 台視             | 人際關係事務所          | 凱文          |
| 2018年 | 東森綜合台       | 艾蜜麗的五件事          | 賴文華        |
| 2019年 | 華視             | 最佳利益                | 裴俊英        |
| 2019年 | 客家電視台       | 烏陰天的好日子          | 李天石        |
| 2020年 | 華視、三立都會台 | 我的青春沒在怕          | 趙尹澤        |
| 2020年 | 中天綜合台       | 腦波小姐                | Jerry         |
| 2021年 | 公視             | 火神的眼淚              | 謝廣弘        |
| 2022年 | 台視             | 美麗人生                | 李德盛        |
| 2023年 | 公視、八大戲劇台 | 最佳利益2－決戰利益     | 裴俊英        |
| 2025年 | 台視             | 寶島西米樂              | 唐青河        |
| 2025年 | 大愛電視台       | 生命的麥田              | 余東燕        |
| 2025年 | 大愛電視台       | 日日好食光              |               |

## 主持作品
- 2010年《三立都會台》《冒險王》（阿曼、烏干達、葉門、尼加拉瓜）
- 2011年《Channel [V]》《明星大暴走》（韓國篇、印尼篇）

## 電影
- 2010年《魚狗》（飾 余方國）
- 2011年《麵引子》（飾 孫凱楠）
- 2012年《夏至微電影》（飾 夏宇豪）
- 2013年《幸福快遞》（飾 李進儒）

## MV演出
- 2008年潘嘉麗《限時的遺忘》（男主角）
- 2009年黃齡《特別》（男主角）
- 2014年卓文萱 《期待愛》（男主角）
- 2020年吳若希《最遠的距離》(男主角)#香港#

## 平面
- 《BANG》
- 《Man's Style》
- 《NIKE秋冬2004廣編》
- 《eBay網站秋冬2004廣編》

### 走秀
- 《Puma春夏系列2005發表會》
- 《eBay網站秋冬2004發表會》

### 代言
- 2010年《playboy年度代言人》

## 廣告
- 百事可樂 - 羅志祥祝你百事可樂篇(大陸、香港)
- 台新銀行
- 肯德基
- 黑松沙士
- 無敵CD859
- 達美樂披薩-海蝦六號餐
- 遠傳-美女篇
- YAMAHA機車-黃立行生日派對篇
- 東亞照明-帥哥篇
- 維骨力-外星人入侵篇

## 外部連結
- 張雁名Enson的Facebook專頁
- Enson張雁名的新浪微博
- 張雁名Enson Chang的Instagram帳戶
- 張雁名在香港影庫上的簡介